# 高石鄉 (鄰水縣)
高石鄉（高石公社），是四川省鄰水縣下轄的一個鄉級行政單位。

## 沿革[1]
- 1981年12月，為在一個地區內公社不重名，達縣地區行署將石橋公社管委會改名為高石人民公社管委會。1984年1月，根據中共中央體制改革要求，縣委又決定撤銷高石人民公社管委會．建立高石鄉人民政府。1994年，併入王家鄉，建王家鎮。

## 行政区划
轄有六個村，依次為：應龍村、地龍村、漢口村、會龍村、石佛村、空樹村